# 岡山県道229号上阿知本庄線
岡山県道229号上阿知本庄線（おかやまけんどう229ごう かみあちほんじょうせん）は、岡山県岡山市東区から瀬戸内市に至る一般県道である。

## 概要

### 路線データ
- 起点：岡山県岡山市東区上阿知（岡山県道28号岡山牛窓線交点）
- 終点：岡山県瀬戸内市邑久町本庄（岡山県道224号瀬西大寺線交点）

## 路線状況

### 重複区間
- 岡山県道226号牛窓邑久西大寺線（瀬戸内市邑久町上山田 - 瀬戸内市邑久町下山田）

## 地理

### 通過する自治体
- 岡山市（東区）
- 瀬戸内市

### 交差する道路
| 交差する道路                               | 市町村名 | 市町村名 | 交差する場所 | 交差する場所 |
| ------------------------------------------ | -------- | -------- | ------------ | ------------ |
| 岡山県道28号岡山牛窓線                     | 岡山市   | 東区     | 上阿知       | 起点         |
| 岡山県道226号牛窓邑久西大寺線 重複区間起点 | 瀬戸内市 | 瀬戸内市 | 邑久町上山田 |              |
| 岡山県道226号牛窓邑久西大寺線 重複区間終点 | 瀬戸内市 | 瀬戸内市 | 邑久町下山田 |              |
| 岡山県道224号瀬西大寺線                    | 瀬戸内市 | 瀬戸内市 | 邑久町本庄   | 終点         |

### 沿線
- 竹久夢二生家
- 千町川（終点付近）